# Musée d'Art New Otani
Le musée d'Art New Otani (ニューオータニ美術館), était un musée fondé en 1991 et ayant fermé en 2014. Il se trouvait au 6e étage du bâtiment New Otani's Garden Court). L'hôtel, situé dans l'arrondissement de Chiyoda à Tokyo, a ouvert ses portes en 1964 pour coïncider avec les jeux olympiques d'été de 1964.
Les collections du musée rassemblaient principalement des œuvres d'art moderne français et japonais, avec un nombre considérable de pièces du genre ukiyo-e.
Yoneichi Otani, fils du fondateur de l'hôtel, Yonetaro Otani, fut le premier directeur du musée.

## Source
- (en) Cet article est partiellement ou en totalité issu de l’article de Wikipédia en anglais intitulé « New Otani Art Museum » (voir la liste des auteurs).